# Paspalum dasypleurum
Paspalum dasypleurum là một loài thực vật có hoa trong họ Hòa thảo. Loài này được Kunze ex É.Desv. mô tả khoa học đầu tiên năm 1853.